# Associazione Calcio Hellas Verona 1988-1989
Questa voce raccoglie le informazioni riguardanti l'Associazione Calcio Hellas Verona nelle competizioni ufficiali della stagione 1988-1989.

## Stagione
Nella stagione 1988-1989 il Verona di Osvaldo Bagnoli ha disputato il diciottesimo campionato di Serie A della sua storia. Ha raccolto 29 punti ottenendo il quattordicesimo posto in graduatoria. Al termine del girone di andata gli scaligeri hanno 15 punti stazionando a metà classifica, il girone discendente non cambia il canovaccio. Migliori realizzatori stagionali Marco Pacione con 9 reti e Giuseppe Galderisi con 8 reti.
Buono anche il percorso del Verona in Coppa Italia, supera la prima fase vincendo con Juventus e Atalanta il quarto girone. Nella seconda fase vince il primo girone davanti al Milan, ma poi si ferma a gennaio nei quarti di finale, eliminato nel doppio confronto dal Pisa.

## Divise e sponsor

Una formazione scaligera con la seconda maglia gialla

Vengono confermati sponsor tecnico e ufficiale, rispettivamente Hummel e Ricoh. Il mosaico sulle maglie viene modificato e quella da trasferta è stata indossata con i calzoncini casalinghi nelle gare interne contro Como e Bologna. A stagione in corso vengono inoltre indossate divise a strisce verticali con maniche di colore opposto al petto.
| Casa | Casa (alternativa) | Trasferta | Trasferta (alternativa) |

## Organigramma societario
Area direttiva
- Presidente: Fernando Chiampan
- Direttore sportivo: Emiliano Mascetti
- Segretario: Enzo Bertolini

Area tecnica
- Allenatore: Osvaldo Bagnoli
- Preparatore atletico: Adelio Diamante
- Massaggiatore: Francesco Stefani

## Rosa

I tre stranieri del Verona in questa stagione: il neoacquisto Troglio, il confermato Berthold e l'altro nuovo arrivo Caniggia.

| N. |                     | Ruolo | Calciatore          |
| -- | ------------------- | ----- | ------------------- |
|    | Italia (bandiera)   | P     | Giovanni Cervone    |
|    | Italia (bandiera)   | P     | Marco Zuccher       |
|    | Italia (bandiera)   | D     | Davide Baldini      |
|    | Germania (bandiera) | D     | Thomas Berthold     |
|    | Italia (bandiera)   | D     | Dario Bonetti (I)   |
|    | Italia (bandiera)   | D     | Fabio Marangon (II) |
|    | Italia (bandiera)   | D     | Stefano Pioli       |
|    | Italia (bandiera)   | D     | Roberto Soldà       |
|    | Italia (bandiera)   | D     | Giuseppe Volpecina  |
|    | Italia (bandiera)   | C     | Mario Bortolazzi    |

| N. |                      | Ruolo | Calciatore               |
| -- | -------------------- | ----- | ------------------------ |
|    | Italia (bandiera)    | C     | Luciano Bruni            |
|    | Italia (bandiera)    | C     | Matteo Fattori           |
|    | Italia (bandiera)    | C     | Giuseppe Iachini         |
|    | Italia (bandiera)    | C     | Matteo Pagani            |
|    | Italia (bandiera)    | C     | Antonio Terracciano      |
|    | Argentina (bandiera) | C     | Pedro Troglio            |
|    | Argentina (bandiera) | A     | Claudio Caniggia         |
|    | Italia (bandiera)    | A     | Giuseppe Galderisi       |
|    | Italia (bandiera)    | A     | Ferdinando Gasparini     |
|    | Italia (bandiera)    | A     | Marco Pacione (capitano) |

## Risultati

### Serie A

#### Girone di andata
| Arbitro: | Luci (Firenze) |

|                                  |           |              |
| Galderisi 26’ (rig.), 88’ (rig.) | Marcatori | 35’ Pasculli |

| Arbitro: | Paparesta (Bari) |

|                         |           |                              |
| Evair 11’ Pasciullo 54’ | Marcatori | 20’ Galderisi 80’ Bortolazzi |

| Verona 23 ottobre 1988 3ª giornata | Verona           | 0 – 0 | Inter | Stadio Marcantonio Bentegodi\| Arbitro: \| D'Elia (Salerno) \| |
| Arbitro:                           | D'Elia (Salerno) |       |       |                                                                |

| Pescara 30 ottobre 1988 4ª giornata | Pescara                   | 0 – 0 | Verona | Stadio Adriatico\| Arbitro: \| Pezzella (Frattamaggiore) \| |
| Arbitro:                            | Pezzella (Frattamaggiore) |       |        |                                                             |

| Arbitro: | Lanese (Messina) |

|              |           |                             |
| Caniggia 67’ | Marcatori | 23’ Gullit 80’ (aut.) Soldà |

| Arbitro: | Di Cola (Avezzano) |

|                            |           |              |
| Rizzolo 1’, 52’ G. Pin 79’ | Marcatori | 31’ Caniggia |

| Verona 27 novembre 1988 7ª giornata | Verona         | 0 – 0 | Como | Stadio Marcantonio Bentegodi\| Arbitro: \| Luci (Firenze) \| |
| Arbitro:                            | Luci (Firenze) |       |      |                                                              |

| Arbitro: | Frigerio (Milano) |

|          |           |             |
| Zago 76’ | Marcatori | 4’ Caniggia |

| Arbitro: | F. Baldas (Trieste) |

|  |           |            |
|  | Marcatori | 53’ Crippa |

| Arbitro: | Magni (Bergamo) |

|                |           |  |
| Incocciati 68’ | Marcatori |  |

| Arbitro: | Felicani (Bologna) |

|                            |           |                   |
| Bortolazzi 60’, 78’ (rig.) | Marcatori | 39’ (rig.) Baggio |

| Arbitro: | Frigerio (Milano) |

|                                 |           |  |
| Cvetković 11’, 57’ Giordano 19’ | Marcatori |  |

| Verona 15 gennaio 1989 13ª giornata | Verona        | 0 – 0 | Cesena | Stadio Marcantonio Bentegodi\| Arbitro: \| Longhi (Roma) \| |
| Arbitro:                            | Longhi (Roma) |       |        |                                                             |

| Bologna 22 gennaio 1989 14ª giornata | Bologna        | 0 – 0 | Verona | Stadio Renato Dall'Ara\| Arbitro: \| Luci (Firenze) \| |
| Arbitro:                             | Luci (Firenze) |       |        |                                                        |

| Arbitro: | D'Elia (Verona) |

|                       |           |            |
| Bortolazzi 29’ (rig.) | Marcatori | 23’ Vialli |

| Roma 5 febbraio 1989 16ª giornata | Roma                | 0 – 0 | Verona | Stadio Olimpico\| Arbitro: \| Amendolia (Messina) \| |
| Arbitro:                          | Amendolia (Messina) |       |        |                                                      |

| Arbitro: | Longhi (Roma) |

|                  |           |  |
| Pacione 15’, 18’ | Marcatori |  |

#### Girone di ritorno
| Lecce 19 febbraio 1989 18ª giornata | Lecce               | 0 – 0 | Verona | Stadio Via del Mare\| Arbitro: \| Coppetelli (Tivoli) \| |
| Arbitro:                            | Coppetelli (Tivoli) |       |        |                                                          |

| Arbitro: | Fabricatore (Roma) |

|             |           |  |
| Pacione 89’ | Marcatori |  |

| Arbitro: | Lo Bello (Siracusa) |

|           |           |  |
| Berti 56’ | Marcatori |  |

| Verona 12 marzo 1989 21ª giornata | Verona              | 0 – 0 | Pescara | Stadio Marcantonio Bentegodi\| Arbitro: \| Amendolia (Messina) \| |
| Arbitro:                          | Amendolia (Messina) |       |         |                                                                   |

| Arbitro: | Luci (Firenze) |

|            |           |             |
| Gullit 17’ | Marcatori | 15’ Pacione |

| Verona 2 aprile 1989 23ª giornata | Verona            | 0 – 0 | Lazio | Stadio Marcantonio Bentegodi\| Arbitro: \| Frigerio (Milano) \| |
| Arbitro:                          | Frigerio (Milano) |       |       |                                                                 |

| Arbitro: | Coppetelli (Tivoli) |

|                |           |             |
| Invernizzi 34’ | Marcatori | 77’ Troglio |

| Verona 16 aprile 1989 25ª giornata | Verona              | 0 – 0 | Torino | Stadio Marcantonio Bentegodi\| Arbitro: \| Amendolia (Messina) \| |
| Arbitro:                           | Amendolia (Messina) |       |        |                                                                   |

| Arbitro: | Cornieti (Forlì) |

|            |           |  |
| Alemão 19’ | Marcatori |  |

| Arbitro: | Magni (Bergamo) |

|             |           |  |
| Pacione 15’ | Marcatori |  |

| Arbitro: | Fabricatore (Roma) |

|            |           |             |
| Baggio 48’ | Marcatori | 8’ Berthold |

| Arbitro: | Luci (Firenze) |

|  |           |                     |
|  | Marcatori | 55’ W.J. Casagrande |

| Cesena 28 maggio 1989 30ª giornata | Cesena              | 0 – 0 | Verona | Stadio Dino Manuzzi\| Arbitro: \| F. Baldas (Trieste) \| |
| Arbitro:                           | F. Baldas (Trieste) |       |        |                                                          |

| Verona 4 giugno 1989 31ª giornata | Verona                    | 0 – 0 | Bologna | Stadio Marcantonio Bentegodi\| Arbitro: \| Pezzella (Frattamaggiore) \| |
| Arbitro:                          | Pezzella (Frattamaggiore) |       |         |                                                                         |

| Arbitro: | Dal Forno (Ivrea) |

|                          |           |               |
| Salsano 64’ Pradella 86’ | Marcatori | 83’ Galderisi |

| Verona 18 giugno 1989 33ª giornata | Verona          | 0 – 0 | Roma | Stadio Marcantonio Bentegodi\| Arbitro: \| Magni (Bergamo) \| |
| Arbitro:                           | Magni (Bergamo) |       |      |                                                               |

| Arbitro: | Lanese (Messina) |

|                                |           |  |
| Laudrup 9’ Rui Barros 73’, 79’ | Marcatori |  |

### Coppa Italia

#### Prima fase 4º girone
| Arbitro: | Quartuccio (Torre Annunziata) |

|  |           |              |
|  | Marcatori | 87’ Caniggia |

| Arbitro: | Pucci (Firenze) |

|                                     |           |  |
| Galderisi 39’, 63’ F. Gasparini 90’ | Marcatori |  |

| Arbitro: | Satariano (Palermo) |

|                                                 |           |                              |
| Pacione 13’, 44’ G. Iachini 50’ F. Marangon 90’ | Marcatori | 20’ (aut.) Soldà 25’ Follone |

| Arbitro: | Paparesta (Bari) |

|                    |           |  |
| Garlini 47’ (rig.) | Marcatori |  |

| Arbitro: | Cornieti (Forlì) |

|                                      |           |                         |
| Brio 43’ (aut.) Galderisi 52’ (rig.) | Marcatori | 46’ Alessio 64’ Cabrini |

#### Seconda fase 1º girone
| Arbitro: | Pezzella (Frattamaggiore) |

|                                            |           |  |
| Troglio 46’ Galderisi 58’ Pacione 72’, 76’ | Marcatori |  |

| Arbitro: | Longhi (Roma) |

|                      |           |              |
| F. Baresi 41’ (rig.) | Marcatori | 36’ Caniggia |

| Arbitro: | Di Cola (Avezzano) |

|                                                                             |           |  |
| Marcato 18’ (aut.) Caniggia 26’, 86’ F. Gasparini 61’ Bortolazzi 79’ (rig.) | Marcatori |  |

#### Quarti di finale
| Arbitro: | Fabricatore (Roma) |

|                                 |           |               |
| Terracciano 14’ F. Marangon 69’ | Marcatori | 29’ Severeyns |

| Arbitro: | Pezzella (Frattamaggiore) |

|                |           |  |
| Incocciati 85’ | Marcatori |  |

## Statistiche

### Statistiche di squadra
| Competizione | Punti | In casa | In casa | In casa | In casa | In casa | In casa | In trasferta | In trasferta | In trasferta | In trasferta | In trasferta | In trasferta | Totale | Totale | Totale | Totale | Totale | Totale | DR  |
| Competizione | Punti | G       | V       | N       | P       | Gf      | Gs      | G            | V            | N            | P            | Gf           | Gs           | G      | V      | N      | P      | Gf     | Gs     | DR  |
| ------------ | ----- | ------- | ------- | ------- | ------- | ------- | ------- | ------------ | ------------ | ------------ | ------------ | ------------ | ------------ | ------ | ------ | ------ | ------ | ------ | ------ | --- |
| Serie A      | 29    | 17      | 5       | 9       | 3       | 10      | 7       | 17           | 0            | 10           | 7            | 8            | 20           | 34     | 5      | 19     | 10     | 18     | 27     | -9  |
| Coppa Italia |       | 6       | 5       | 1       | 0       | 20      | 5       | 3            | 0            | 1            | 2            | 1            | 3            | 9      | 5      | 2      | 2      | 21     | 8      | +13 |
| Totale       |       | 23      | 10      | 10      | 3       | 30      | 12      | 20           | 0            | 11           | 9            | 9            | 23           | 43     | 10     | 21     | 12     | 39     | 35     | +4  |

### Statistiche dei giocatori
| Giocatore        | Serie A  | Serie A | Serie A     | Serie A    | Coppa Italia | Coppa Italia | Coppa Italia | Coppa Italia | Totale   | Totale | Totale      | Totale     |
| Giocatore        | Presenze | Reti    | Ammonizioni | Espulsioni | Presenze     | Reti         | Ammonizioni  | Espulsioni   | Presenze | Reti   | Ammonizioni | Espulsioni |
| ---------------- | -------- | ------- | ----------- | ---------- | ------------ | ------------ | ------------ | ------------ | -------- | ------ | ----------- | ---------- |
| D. Baldini       | -        | -       | -           | -          | 1            | 0            | ?            | ?            | 1        | 0      | 0+          | 0+         |
| T. Berthold      | 24       | 1       | ?           | ?          | 7            | 0            | ?            | ?            | 31       | 1      | ?           | ?          |
| D. Bonetti (I)   | 21       | 0       | ?           | ?          | 2            | 0            | ?            | ?            | 23       | 0      | ?           | ?          |
| M. Bortolazzi    | 33       | 4       | ?           | ?          | 8            | 1            | ?            | ?            | 41       | 5      | ?           | ?          |
| L. Bruni         | 19       | 0       | ?           | ?          | 7            | 0            | ?            | ?            | 26       | 0      | ?           | ?          |
| C. Caniggia      | 21       | 3       | ?           | ?          | 8            | 3            | ?            | ?            | 29       | 6      | ?           | ?          |
| G. Cervone       | 34       | -27     | ?           | ?          | 7            | -4           | ?            | ?            | 41       | -31    | ?           | ?          |
| M. Fattori       | 1        | 0       | ?           | ?          | 2            | 0            | ?            | ?            | 3        | 0      | ?           | ?          |
| G. Galderisi     | 28       | 4       | ?           | ?          | 9            | 4            | ?            | ?            | 37       | 8      | ?           | ?          |
| F. Gasparini     | 9        | 0       | ?           | ?          | 3            | 2            | ?            | ?            | 12       | 2      | ?           | ?          |
| G. Iachini       | 30       | 0       | ?           | ?          | 5            | 1            | ?            | ?            | 35       | 1      | ?           | ?          |
| F. Marangon (II) | 22       | 0       | ?           | ?          | 8            | 2            | ?            | ?            | 30       | 2      | ?           | ?          |
| M. Pacione       | 30       | 5       | ?           | ?          | 6            | 4            | ?            | ?            | 36       | 9      | ?           | ?          |
| M. Pagani        | 2        | 0       | ?           | ?          | -            | -            | -            | -            | 2        | 0      | 0+          | 0+         |
| S. Pioli         | 32       | 0       | ?           | ?          | 9            | 0            | ?            | ?            | 41       | 0      | ?           | ?          |
| A. Terracciano   | 15       | 0       | ?           | ?          | 6            | 1            | ?            | ?            | 21       | 1      | ?           | ?          |
| P. Troglio       | 32       | 1       | ?           | ?          | 9            | 1            | ?            | ?            | 41       | 2      | ?           | ?          |
| G. Volpecina     | 34       | 0       | ?           | ?          | 8            | 0            | ?            | ?            | 42       | 0      | ?           | ?          |
| M. Zuccher       | -        | -       | -           | -          | 2            | -4           | ?            | ?            | 2        | -4     | 0+          | 0+         |